# Niccolò Fontana Tartaglia
Tartaglia [nik:o'lɔ tar'ta:ʎ:a], pseudônimo de Niccolò Fontana, (Bréscia, ca. 1500 — Veneza, 13 de dezembro de 1557) foi um matemático italiano, cujo nome está ligado ao triângulo de Tartaglia e à solução da equação do terceiro grau.
Era filho do honesto cavaleiro de correio Michelle Fontana, que era conhecido como 'Micheletto o Rider'. Micheletto vivia montado em seu cavalo entre Brescia e outras cidades nas entregas das cartas aos distritos. Embora ele fosse pobre, Micheletto deu do seu melhor para sua esposa, filha e dois filhos, e Niccolo frequentou a escola a partir da idade certa de quatro anos. A vida poderia ter sido muito diferente para Niccolò, se uma tragédia não tivesse chegado quando ele tinha seis anos de idade, pois naquela época seu pai foi assassinado enquanto fazia entregas das cartas. Depois do assassinato de seu pai, Niccolò e sua família foram subitamente mergulhados na pobreza. Ainda adolescente, Niccolò quase foi morto quando em 1512, as tropas do rei Luís XII invadiu a Brescia durante a Guerra da Liga de Cambrai contra Veneza. Durante o massacre, em meio à matança geral, aos 12 anos de idade, Niccolò refugiou-se na catedral local, com sua mãe e sua irmã mais nova, mas os franceses encontraram e um soldado cortou a mandíbula e palato de Niccolò, onde foram tratados terríveis ferimentos faciais. Ele foi deixado para morrer mesmo quando sua mãe descobriu que ele ainda estava vivo, ela não tinha nada para curar as feridas, não podia dar ao luxo de pagar por um médico. Logo, a mãe resolve lamber as feridas de seu filho e salva sua vida. No entanto, foi o cuidado de sua mãe, que garantiu que o jovem tenha sobrevivido. Apesar do cuidado, Niccolò nunca mais iria recuperar sua fala normal e mais tarde na sua vida, Niccolo passa a usar barba para camuflar suas cicatrizes desfigurantes e pela dificuldade na fala, daí seu apelido Tartaglia, ou gago.

## Biografia
Tartaglia foi autodidata, com uma capacidade extraordinária em matemática. Sua mãe foi capaz de encontrar um patrono, Ludovico Balbisonio, que o levou para Pádua para estudar, mas quando voltou com seu patrono de Brescia, ele tornou-se impopular por ter uma opinião exagerada de si mesmo. Ele deixou Brescia para ganhar sua vida com o ensino de matemática em Verona, entre 1516 e 1518. Mais tarde, ainda em Verona, lecionou em uma escola no Palazzo Mizzanti. Como professor de matemática humilde de Veneza, Tartaglia gradualmente adquiriu uma reputação como um matemático promissor, participando com sucesso em um grande número de debates.

## Obras e publicações

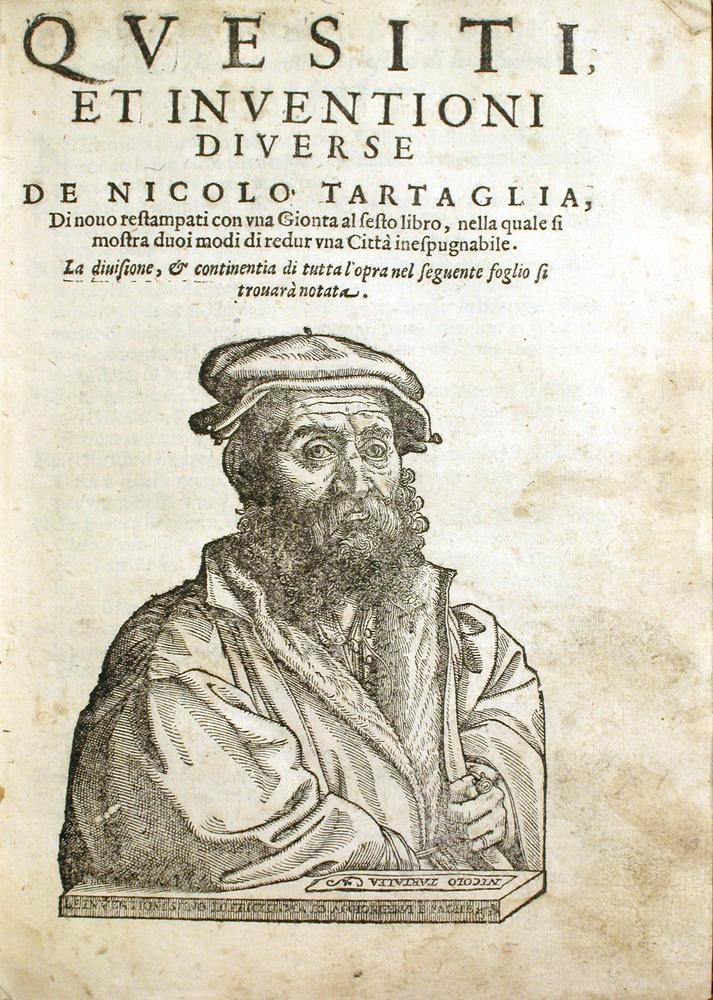

### Tradução do livroOs Elementosde Euclides
Em sua edição do livro de Euclides em 1543, a primeira tradução de Os elementos em idioma europeu moderno, foi especialmente significativa. Durante dois séculos, Os elementos tinha sido ensinado a partir de traduções latina retiradas de uma fonte árabe; estes continham erros, o que o tornava inutilizável. A edição de Tartaglia foi baseada em Zamberti, tradução latina de um texto grego não corrompida, e traduziu o Livro V corretamente. Ele também escreveu o primeiro comentário moderno e útil na teoria. Mais tarde, a teoria era uma ferramenta essencial para Galileo, tal como tinha sido por Arquimedes.

### O general trattato numeri di e misure(em 1556 - 1560)

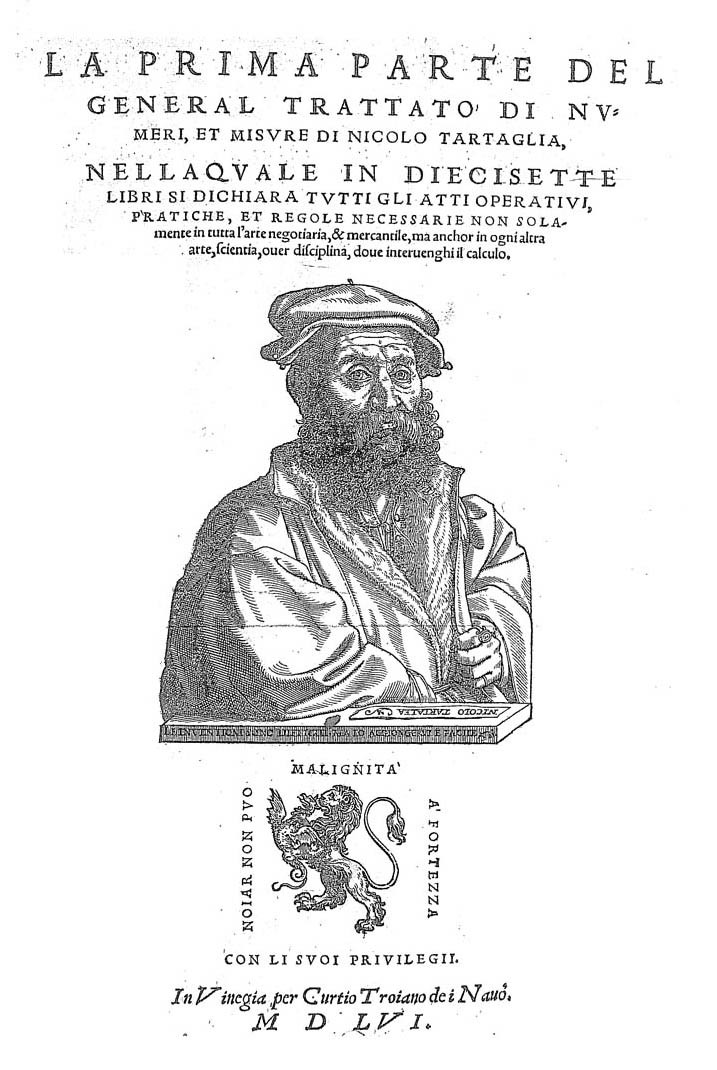
General trattato de' numeri et misure, 1556

É sua obra mais conhecida. Isso tem sido chamado de o melhor tratado sobre a aritmética que surgiu no século XVI. Neste trabalho, Tartaglia, além de discutir amplamente operações numéricas e as regras comerciais usados por aritméticos italianos, comenta também sobre a vida das pessoas, os costumes de comerciantes e os esforços realizados para melhorar a aritmética no século XVI.

### Outras obras
- A Nova Scientia (Veneza, 1537)
- The Euclid Megarese (Veneza, 1543)
- A ópera archimedis (1543)
- Quesiti Inventioni e diversificada (Veneza, 1546)
- O risposte tem Ludovico Ferrari (1547 - 1548)
- O travagliata Inventione (1551)
- De insidentibus e De Aquae ponderositate (publicado postumamente em 1565)

## A fórmula de resolução de uma equação do terceiro grau (cúbica)

### O surgimento da fórmula
A primeira pessoa conhecida por ter solucionado equações cúbicas algebricamente era Del Ferro, mas ele não disse a ninguém de sua realização. Em seu leito de morte, no entanto, Del Ferro repassa o segredo para seu (bastante pobre) estudante Fiore. Para os matemáticos desta vez havia mais de um tipo de equação cúbica e Fiore só havia sido mostrado por Del Ferro como resolver um tipo, isto é, "incógnitas e cubos de igual números" ou (em notação moderna) {\displaystyle x^{3}+px=q}. Como os números negativos não haviam sido utilizados, isso levou a uma série de outros casos, mesmo para equações sem um termo quadrado.
Fiore começou a se gabar de que ele era capaz de resolver equações cúbicas e um desafio entre ele e Tartaglia foi organizado em 1535. Na verdade, Tartaglia também tinha descoberto a forma de resolver um tipo de equação cúbica desde seu amigo Zuanne da Coi havia estabelecido dois problemas que levaram Tartaglia a uma solução geral de um tipo diferente do que Fiore poderia resolver, isto é, "quadrados e cubos iguais aos números" ou (em notação moderna) {\displaystyle x^{3}+px^{2}=q}. Para a competição entre Fiore e Tartaglia, cada um era para apresentar trinta perguntas para o outro resolver. Fiore era extremamente confiante de que sua capacidade de resolver cúbicas seria o suficiente para derrotar Tartaglia, mas apresentou uma variedade de questões, expondo Fiore como, na melhor das hipóteses, matemático medíocre. Fiore, por outro lado, ofereceu a Tartaglia trinta oportunidades para resolver as equações e acreditava que ele seria incapaz de resolver este tipo, como de fato tinha sido o caso quando o concurso foi criado. No entanto, nas primeiras horas de 13 de fevereiro de 1535, a inspiração veio para Tartaglia pouco antes do fim do prazo. Ele tinha encontrado a resolução geral deste tipo de equação, em seguida, foi capaz de resolver todos os trinta problemas de Fiore em menos de duas horas. Como Fiore tinha feito pouco progresso com questões de Tartaglia, era óbvio para todos quem seria o vencedor.

### A fórmula
A equação do terceiro grau expressa na forma: {\displaystyle ax^{3}-bx+c=0} pode ser resolvida por meio da seguinte fórmula:

## Tartaglia e Cardano

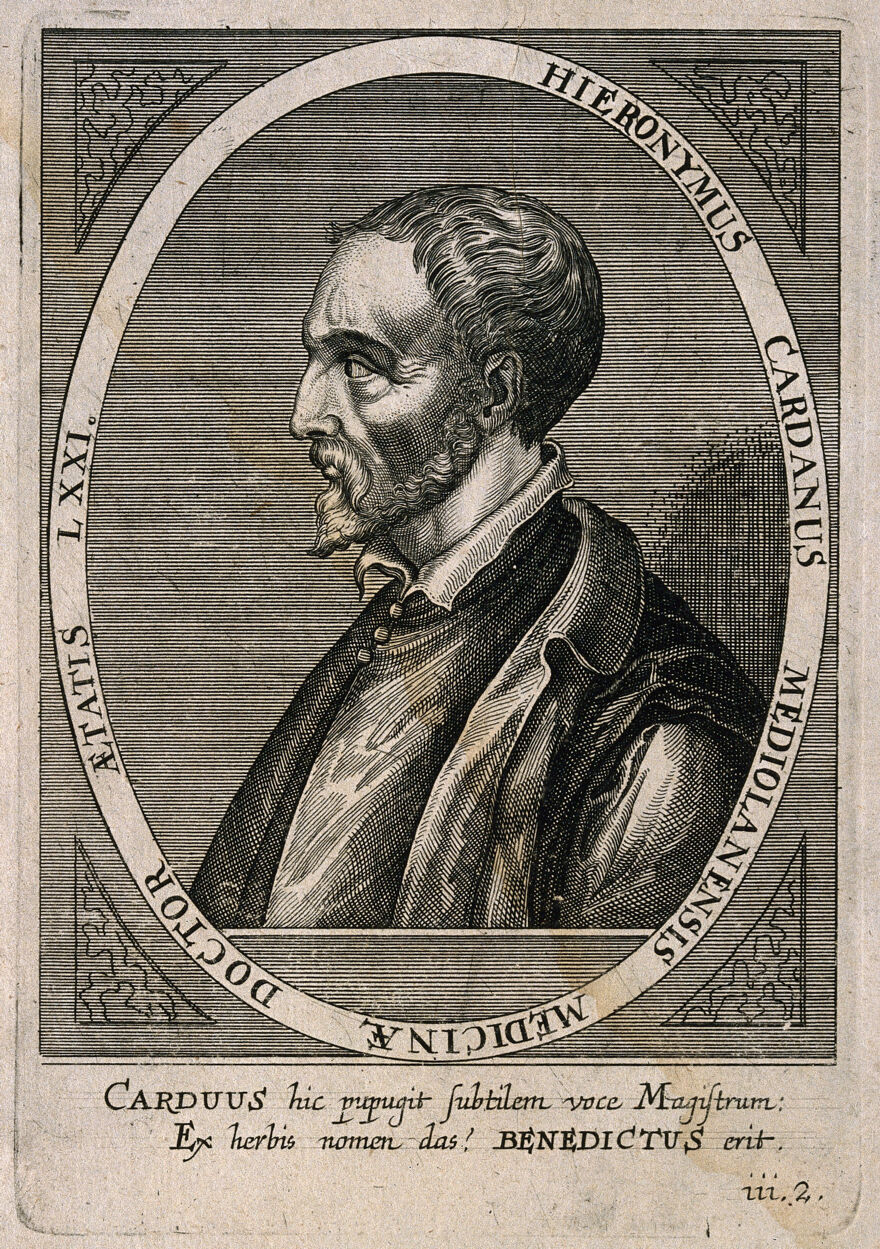
Cardano, acusado de ter roubado a fórmula de resolução das equações cúbicas de Tartaglia.

Neste momento Cardano entra na história, como conferencista público de matemática na Fundação Piatti em Milão, ele estava ciente do problema da resolução de equações cúbicos. Cardano ficou muito intrigado quando Zuanne da Coi disse a ele sobre o concurso e ele imediatamente começou a trabalhar tentando descobrir o método de Tartaglia para si mesmo, mas não teve sucesso. Alguns anos mais tarde, em 1539, ele contatou Tartaglia, através de um intermediário, solicitando que o método poderia ser incluído em um livro que ele estava publicando esse ano. Tartaglia recusou esta oportunidade, declarando a sua intenção de publicar sua fórmula em um livro de sua autoria que ele ia escrever em uma data posterior. Cardano, não aceita isso, e pede para ser mostrado o método, prometendo mantê-lo em segredo, Tartaglia, no entanto, recusa.
Cardano irritado escreve uma carta a Tartaglia diretamente, expressando sua amargura, desafiando-o a um debate, mas, ao mesmo tempo, insinuando que ele vinha discutindo o brilho de Tartaglia com o governador de Milão, Alfonso d'Avalos. Após a receber esta carta, Tartaglia, percebe que familiaridade com o governador milanês poderia ser muito gratificante e podendo fornecer uma saída para o trabalho do professor modesto. Ele escreveu de volta a Cardano, em termos amigáveis, o mesmo ficou encantado com a nova abordagem de Tartaglia, e convidando-o para sua casa, assegura a Tartaglia que ele irá marcar uma reunião com d'Avalos.
Então, em março de 1539, Tartaglia deixa Veneza e viaja para Milão. Para desânimo de Tartaglia, o governador está temporariamente ausente do Milão, mas Cardano atende Tartaglia e logo a conversa se volta para o problema de equações cúbicas. Tartaglia, depois de muita persuasão, concorda em contar a Cardano seu método, se Ele jurar nunca revelar-lo e, além disso, apenas anotá-lo em código para que em sua morte, ninguém iria descobrir o segredo de seus papéis. Cardano concorda prontamente e Tartaglia divulga sua fórmula na forma de um poema, para ajudar a proteger que o segredo caia em mãos erradas.
Após um tempo Tartaglia começa a ter certeza que ele tinha cometido um erro em confiar em Cardano e começou a se sentir muito irritado, por ter sido induzido a revelar sua fórmula secreta. Cardano publicou dois livros de matemática no final daquele ano e, assim que ele pode ver as cópias, Tartaglia olha para se certificar de que sua fórmula não tinha sido incluído nos livros. Embora se sentisse um pouco mais feliz ao descobrir que a fórmula não foi incluído nos textos, quando Cardano escreveu para ele de uma forma amigável, Tartaglia recusa sua oferta de amizade, e continua impiedosamente a ridicularizar seus livros.
Tartaglia não fez nenhum movimento para publicar sua fórmula, apesar do fato de que, até agora, tinha-se tornado bem conhecido pelo seu método. Tartaglia provavelmente desejava manter sua fórmula reservado para qualquer futuros debates. Cardano e Ferrari (seu assistente) viaja para Bolonha em 1543 e descobri com Della Nave que Del Ferro, tinha sido o primeiro a resolver a equação cúbica e não Tartaglia. Cardano achou que embora ele houvesse jurado não revelar o método de Tartaglia, certamente nada o impediria de publicar a fórmula de del Ferro. Em 1545 Cardano publicou Artis magnae sive de regulis algebraicis liber unus, ou Ars magna como é mais conhecido, que continha soluções para ambas as equações cúbicas e quárticas e todo o trabalho adicional que ele tinha concluído com base na fórmula de Tartaglia. Del Ferro e Tartaglia são creditados com suas descobertas.
Tartaglia ficou furioso quando descobriu que Cardano violou seu juramento e sua intensa antipatia por Cardano transformou-se em um ódio patológico. No ano seguinte Tartaglia publicou um livro, novos problemas e invenções que declarou claramente o seu lado da história e sua crença de que Cardano agiu de extrema má-fé, e acrescentou alguns insultos pessoais maliciosos dirigidos contra Cardano. O Livro ‘Ars Magna’ tinha claramente estabelecido Cardano como líder matemático do mundo e ele não foi muito danificado pelos  ataques venenosos de Tartaglia. Ferrari, no entanto, escreveu a Tartaglia, repreendendo-o sem piedade e desafiou-o para um debate público. Tartaglia foi extremamente relutante em disputar com Ferrari, um matemático ainda relativamente desconhecido, contra o qual até mesmo uma vitória não mudaria em nada sua reputação. Porém, um debate com Cardano, seria de grande valia para Tartaglia, Não só por ele odiá-lo, mas Cardano foi uma figura importante no mundo dos matemáticos, médicos e literários, e mesmo para entrar em um debate com ele iria aumentar consideravelmente a posição de Tartaglia. E torná-lo conhecido por todo o brilho de sua descoberta da solução para o problema da equação cúbica, pois nessa época, Tartaglia ainda era um professor de matemática relativamente pobre em Veneza.
Então, Tartaglia respondeu a Ferrari, tentando trazer Cardano ao debate. Cardano, no entanto, não tinha a intenção de debater com Tartaglia. De repente, em 1548, Tartaglia recebeu uma oferta impressionante de um leitorado em sua cidade natal, Brescia. Para estabelecer claramente as suas credenciais para o cargo, Tartaglia foi convidado para Milão, para participar de um concurso com a Ferrari em 10 de agosto de 1548. Tartaglia era muito experiente em tais debates e ele esperava ganhar. No entanto, ao final do primeiro dia, ficou claro que as coisas não estavam indo bem, Ferrari entendeu as equações cúbicas e quárticas mais profundamente, e Tartaglia decidiu que iria deixar Milão naquela noite, e deixar a disputa inacabada. Com a partida vergonhosa de Tartaglia, a vitória foi para  Ferrari.
Depois de dar suas aulas durante um ano em Brescia, Tartaglia foi informado de que seu salário não ia ser honrado. Mesmo depois de inúmeras ações judiciais, Tartaglia não pode receber qualquer pagamento, a não ser por seu trabalho anterior em Veneza.
A fórmula para resolver as equações cúbicas de Tartaglia foi nomeada como fórmula Cardano-Tartaglia. No entanto, Tartaglia contribuiu para a matemática de uma série de outras maneiras. Logo no início de sua carreira, antes de se tornar envolvido nas discussões sobre a equação cúbica, ele escreveu Nova Scientia (1537) sobre a aplicação da matemática para fogo de artilharia. Na obra ele descreveu novos métodos e instrumentos balísticos, incluindo as primeiras tabelas de queima. Ele também escreveu um texto de aritmética popular e foi o primeiro tradutor italiano e editor de  Os Elementos de Euclides em 1543.

## Desafios

### Tartaglia x Fiore
Tartaglia durante sua trajetória foi desafiado por alguns matemáticos, e um deles foi Fiore. Em 22 de fevereiro de 1534, em Veneza, ocorreu mais um desafio. Estes foram alguns problemas propostos por Fiore para Tartaglia.
- Encontra-me um número que, quando sua raiz cúbica é adicionado a ele, o resultado é seis, que é 6.
- Encontra-me dois números em proporção dupla de tal modo que quando o quadrado do número maior é multiplicado pelo menor, e este produto é adicionado para os dois números originais, o resultado é de quarenta, que é de 40.
- Encontra-me um número tal que, quando é cubos, e o referido número é adicionado a este cubo, o resultado é cinco.
- Um homem vende uma safira por 500 ducados, fazendo um lucro da raiz cúbica de seu capital. Qual é o lucro?
- Há uma árvore, de 12 braccia de altura, que foi dividida em partes em tal ponto que a altura da parte que foi deixado em pé era a raiz cúbica do comprimento da parte que havia sido cortada. Qual era a altura da parte que restou em pé?
- Há dois corpos de vinte triangular enfrenta as áreas de que, quando somados fazer 700 braccia, ea área do menor é a raiz cúbica do maior. Qual é a área mais pequena?

### Tartaglia x Ferrari
Tartaglia concordou em entrar em um debate público contra Ferrari, o qual foi realizado na Igreja de Santa Maria Del Giardino, Milão, em 10 de agosto 1548; e Don Ferrante di Gonzaga, o governador de Milão, foi árbitro. Cada um propôs sessenta e dois problemas em uma ampla gama de temas científicos e matemáticos. Abaixo segue alguns dos problemas proposto a Ferrari, oferecidos por Tartaglia.
- Encontra-me dois números tais que quando eles são adicionados em conjunto, eles fazem tanto quanto o cubo do menor agregado ao produto da sua tripla com o quadrado da maior; e o cubo da maior adicionado aos seus tempos triplos o quadrado da menor tornar mais 64 do que a soma destes dois números.
- Divide oito em duas partes de tal modo que o seu produto, multiplicado pela sua diferença trata de, tanto quanto possível, provando tudo.
- Encontra-me seis quantidades em proporção contínua começando com um, de tal modo que o dobro do segundo e o triplo do terceiro é igual à raiz do sexto.
- Existe um cubo de modo a que os seus lados e as suas superfícies são somados igual à quantidade proporcional entre o referido cubo e uma das suas faces. O que é o tamanho do cubo?
- Há um triângulo em ângulo reto, de tal modo que quando a perpendicular é desenhada, de um dos lados com a parte oposta da base 30 faz com que, e do outro lado com o outro faz
- O que é o comprimento de um dos lados?

## O poema de Tartaglia
Tartaglia e cardano, trocaram algumas cartas, a princípio de forma indireta e posteriormente de forma direta, onde nessas Cartas, Cardano tenta seduzir Tartaglia a desvendar o segredo de sua fórmula da equações cúbicas, porém depois de muito insistir, Cardano consegue marcar um encontro pessoal com Tartaglia e, após outra leva de insistência, Tartaglia cede, então com uma condição: que Cardano prometa não divulgar informação alguma e que o mesmo seja escrito em forma de poema, para caso ocorresse a possível morte de Tartaglia, a fórmula continuasse secreta.
Em 25 de março de 1539, Tartaglia visitou Cardano, em Milão. Alphonso d'Avalos, Marquês Del Guasto, não estava em Milão na época. A conversa a seguir, relatada por Tartaglia, ocorreu na casa de Cardano; em seguida, o "Poema de Tartaglia".
Tartaglia (comentário escrito em uma carta de Cardano):
—Eu estou seduzido por este sujeito a uma passagem estranha, porque se eu não for para Milão o marquês pode se ofender, e tal delito pode me fazer mal, eu ir para lá a contragosto: no entanto, eu irei.
Cardano:
—E eu também escrevi-lhe que, se você não se contentaram que eu deveria publicá-los, gostaria de mantê-los em segredo.
Tartaglia:
—O suficiente para que na cabeça que eu não estava disposto a acreditar em você.
Cardano:
—Eu juro a você pelo Evangelho sagrado, e sobre a fé de um cavalheiro, não só para nunca mais publicar suas descobertas, se você vai dizer-lhes para mim, mas também eu prometo e prometo minha fé como um verdadeiro cristão para colocá-los para baixo em código, de modo que depois da minha morte ninguém será capaz de compreendê-los. Se você vai acreditar em mim fazer; se não, vamos ter feito.
Tartaglia:
—Se eu não poderia colocar a fé em tantos juramentos que eu deveria certamente merece ser considerado como um homem sem fé nele; mas desde que eu fiz a minha mente agora para montar a Vigevano para o marquês senhor, porque eu estive aqui já três dias, e estou cansado de esperá-lo tanto tempo, quando estou voltou prometo mostrar-lhe o todo.
Cardano:
—Desde que você tenha feito a sua mente em qualquer taxa para montar uma vez para Vigevano para o marquês senhor, vou dar-lhe uma carta para levar a Sua Excelência, a fim de que ele possa saber quem você é; mas antes de ir eu deveria desejar-lhe para me mostrar a regra para os casos de seu, como você prometeu.
Tartaglia:
—Estou disposto ...
Tartaglia, em seguida, dá a Cardano o poema que tinha escrito:
Tartaglia:
—Este versículo fala tão claramente que, sem qualquer outro exemplo, eu acredito que Vossa Excelência vai entender tudo.
Cardano:
—Como bem eu entendo, e eu tenho quase entendido no presente. Vá se você quiser, e quando você voltar, vou mostrar-lhe, então, se eu entendi isso.